# 진월면
진월면(津月面)은 대한민국 전라남도 광양시의 면이다.

## 개요
진월면은 섬진강 종착지 망덕포구, 호남정맥 시발점 망덕산, 남해바다 등 강과 산, 바다의 3박자를 두루 갖춘 소득이 높은 지역이다. 섬진강 하류 지역인 오사, 송금, 월길마을은 사질양토 농지에 오이, 양상추, 애호박, 수박, 토마토 등의 친환경 시설채소를 재배하고 강 내륙 마을인 진정, 차사, 마룡, 선소들 80ha에는 2006년부터 우렁이를 이용한 친환경 벼를 재배하는 등 농업분야에서 차별성으로 높은 농가 소득을 올리고 있다. 망덕포구에서는 매년 9월이면 싱싱한 전어의 참맛과 전통 전어잡이 소리를 함께 만끽할 수 있는 《광양전어축제》가 열리고 있고, 윤동주 시인의 친필 유고시집 《하늘과 바람과 별과 시》가 보관되었던 《윤동주 유고 정병욱 가옥》이 2007년 7월 문화재청 등록문화재 제341호로 지정되는 등 자연과 역사가 숨쉬는 곳이다.

## 행정 구역
- 마룡리
- 망덕리
- 선소리
- 송금리
- 신구리
- 신아리
- 오사리
- 월길리
- 진정리
- 차사리